# 朝鲜革命军政府

朝鲜革命军政府旗帜

朝鲜革命军旗帜

朝鲜革命军政府（韩语：／）是一个朝鲜独立运动团体，1934年—1937年存在于满洲。
1929年5月，国民府建立朝鲜革命军。后来，朝鲜革命军的指挥权被转交给为支持和培养国民府而组建的朝鲜革命党。1934年11月11日，国民府和朝鲜革命军整合为朝鲜革命军政府，设有法律、民事、财政、外交、教育、特务、军事等7个部门，并将活动地方划分为9个军区，军事部长由朝鲜革命军总司令金活石兼任。1935年，朝鲜革命党瓦解。1936年，朝鲜革命军政府召开会议，取消方面军，将部队改编为3个师，由韩检秋（本名崔锡镛）、崔允九（本名崔鉉九）和赵和善（本名赵京福）分别担任师长。此时，朝鲜革命军约有300名士兵；但在日军对其进行大规模讨伐后，很多人归顺。1937年，高而虚（本名崔容成）被捕并处以死刑。同时，朝鲜革命军干部韩检秋、尹日波、金东山等纷纷归顺，使得朝鲜革命军陷入困境。1937年4月，朝鲜革命军总司令金活石与第七团团长郑匡镐一起被满洲国安东公署逮捕，随后投降。朝鲜革命军的情况变得非常困难，但仍然没有放弃对日抗战。无奈之下，朴大浩和崔允龟带领约60名成员，加入杨靖宇领导的东北抗日联军。